# Hiisi (músico)
Hiisi (Tampere, 26 de febrero), es el actual bajista de la banda finlandesa de hard rock Lordi. Entró en la banda en 2019 sustituyendo al anterior bajista de la banda OX. Declaró además ser aficionado de las bandas Kiss y Twisted Sister.

## Personaje
El trol reptiliano del ártico. Está listo para deslizarse por tus canales auditivos con su bajo y crear un caos sónico.

## Discografía

### Lordi
- 2020: Killection
- 2021: Lordiversity
- 2023: Screem Writers Guild
- 2025: Limited Deadition